# Olympische Sommerspiele 1972/Schwimmen
Bei den XX. Olympischen Sommerspielen 1972 in München fanden 29 Wettbewerbe im Schwimmen statt, davon 15 bei den Männern und 14 bei den Frauen. Austragungsort der Schwimmwettkämpfe war vom 28. August bis 4. September 1972 die Münchner Olympia-Schwimmhalle. Der unumstrittene Star war Mark Spitz, der sieben Goldmedaillen gewann.

## Bilanz

### Medaillenspiegel
| Platz  | Land               | Gold | Silber | Bronze | Gesamt |
| ------ | ------------------ | ---- | ------ | ------ | ------ |
| 1      | Vereinigte Staaten | 17   | 14     | 12     | 43     |
| 2      | Australien         | 6    | 2      | 2      | 10     |
| 3      | DDR                | 2    | 5      | 2      | 9      |
| 4      | Japan              | 2    | –      | 1      | 3      |
| 5      | Schweden           | 2    | –      | –      | 2      |
| 6      | Sowjetunion        | –    | 2      | 3      | 5      |
| 7      | Kanada             | –    | 2      | 2      | 4      |
| 8      | BR Deutschland     | –    | 1      | 3      | 4      |
| 9      | Ungarn             | –    | 1      | 2      | 3      |
| 9      | Italien            | –    | 1      | 2      | 3      |
| 11     | Großbritannien     | –    | 1      | –      | 1      |
| Gesamt | Gesamt             | 29   | 29     | 29     | 87     |

### Medaillengewinner
Männer
| Disziplin                  | Gold | Silber | Bronze |
| -------------------------- | --- | --- | --- |
| 100 m Freistil             | Mark Spitz (USA) | Jerry Heidenreich (USA) | Wladimir Bure (URS) |
| 200 m Freistil             | Mark Spitz (USA) | Steven Genter (USA) | Werner Lampe (FRG) |
| 400 m Freistil             | Brad Cooper (AUS) | Steven Genter (USA) | Tom McBreen (USA) |
| 1500 m Freistil            | Mike Burton (USA) | Graham Windeatt (AUS) | Douglas Northway (USA) |
| 100 m Rücken               | Roland Matthes (GDR) | Michael Stamm (USA) | John Murphy (USA) |
| 200 m Rücken               | Roland Matthes (GDR) | Michael Stamm (USA) | Mitchell Ivey (USA) |
| 100 m Brust                | Nobutaka Taguchi (JPN) | Tom Bruce (USA) | John Hencken (USA) |
| 200 m Brust                | John Hencken (USA) | David Wilkie (GBR) | Nobutaka Taguchi (JPN) |
| 100 m Schmetterling        | Mark Spitz (USA) | Bruce Robertson (CAN) | Jerry Heidenreich (USA) |
| 200 m Schmetterling        | Mark Spitz (USA) | Gary Hall (USA) | Robin Backhaus (USA) |
| 200 m Lagen                | Gunnar Larsson (SWE) | Tim McKee (USA) | Steve Furniss (USA) |
| 400 m Lagen                | Gunnar Larsson (SWE) | Tim McKee (USA) | András Hargitay (HUN) |
| 4 × 100 m Freistil Staffel | Vereinigte StaatenDavid Edgar John Murphy Jerry Heidenreich Mark Spitz Dave Fairbank (Vorlauf) Gary Conelly (Vorlauf)                                             | SowjetunionWladimir Bure Wiktor Masanow Wiktor Aboimow Igor Griwennikow Georgijs Kuļikovs (Vorlauf)                                | DDRRoland Matthes Wilfried Hartung Peter Bruch Lutz Unger Udo Poser (Vorlauf)                                                    |
| 4 × 200 m Freistil Staffel | Vereinigte StaatenJohn Kinsella Frederick Tyler Steven Genter Mark Spitz Gary Conelly (Vorlauf) Tom McBreen (Vorlauf) Mike Burton (Vorlauf)                       | BR DeutschlandKlaus Steinbach Werner Lampe Hans-Günther Vosseler Hans Fassnacht Gerhard Schiller (Vorlauf) Folkert Meeuw (Vorlauf) | SowjetunionIgor Griwennikow Wiktor Masanow Georgijs Kuļikovs Wladimir Bure Wiktor Aboimow (Vorlauf) Alexander Samsonow (Vorlauf) |
| 4 × 100 m Lagen Staffel    | Vereinigte StaatenMichael Stamm Tom Bruce Mark Spitz Jerry Heidenreich Mitchell Ivey (Vorlauf) John Hencken (Vorlauf) Gary Hall (Vorlauf) Dave Fairbank (Vorlauf) | DDRRoland Matthes Klaus Katzur Hartmut Flöckner Lutz Unger                                                                         | KanadaErik Fish Bill Mahony Bruce Robertson Robert Kasting William Kennedy (Vorlauf)                                             |

Frauen
| Disziplin                  | Gold | Silber                                                                                   | Bronze |
| -------------------------- | --- | ---------------------------------------------------------------------------------------- | --- |
| 100 m Freistil             | Sandy Neilson (USA) | Shirley Babashoff (USA)                                                                  | Shane Gould (AUS) |
| 200 m Freistil             | Shane Gould (AUS) | Shirley Babashoff (USA)                                                                  | Keena Rothhammer (USA) |
| 400 m Freistil             | Shane Gould (AUS) | Novella Calligaris (ITA)                                                                 | Gudrun Wegner (GDR) |
| 800 m Freistil             | Keena Rothhammer (USA) | Shane Gould (AUS)                                                                        | Novella Calligaris (ITA) |
| 100 m Rücken               | Melissa Belote (USA) | Andrea Gyarmati (HUN)                                                                    | Susie Atwood (USA) |
| 200 m Rücken               | Melissa Belote (USA) | Susie Atwood (USA)                                                                       | Donna Gurr (CAN) |
| 100 m Brust                | Cathy Carr (USA) | Galina Stepanowa (URS)                                                                   | Beverley Whitfield (AUS) |
| 200 m Brust                | Beverley Whitfield (AUS) | Dana Schoenfield (USA)                                                                   | Galina Stepanowa (URS) |
| 100 m Schmetterling        | Mayumi Aoki (JPN) | Roswitha Beier (GDR)                                                                     | Andrea Gyarmati (HUN) |
| 200 m Schmetterling        | Karen Moe (USA) | Lynn Colella (USA)                                                                       | Ellie Daniel (USA) |
| 200 m Lagen                | Shane Gould (AUS) | Kornelia Ender (GDR)                                                                     | Lynn Vidali (USA) |
| 400 m Lagen                | Gail Neall (AUS) | Leslie Cliff (CAN)                                                                       | Novella Calligaris (ITA) |
| 4 × 100 m Freistil Staffel | Vereinigte StaatenSandy Neilson Jenny Kemp Jane Barkman Shirley Babashoff Kim Peyton (Vorlauf) Lynn Skrifvars (Vorlauf) Ann Marshall (Vorlauf)                                | DDRGabriele Wetzko Andrea Eife Elke Sehmisch Kornelia Ender Sylvia Eichner (Vorlauf)     | BR DeutschlandJutta Weber Heidemarie Reineck Gudrun Beckmann Angela Steinbach                                                                       |
| 4 × 100 m Lagen Staffel    | Vereinigte StaatenMelissa Belote Catherine Carr Deena Deardurff Sandy Neilson Susie Atwood (Vorlauf) Judy Melick (Vorlauf) Dana Shrader (Vorlauf) Shirley Babashoff (Vorlauf) | DDRChristine Herbst Renate Vogel Roswitha Beier Kornelia Ender Gabriele Wetzko (Vorlauf) | BR DeutschlandSilke Pielen Verena Eberle Gudrun Beckmann Heidemarie Reineck Annegret Kober (Vorlauf) Edeltraud Koch (Vorlauf) Jutta Weber (Vorlauf) |

## Wettbewerbe und Zeitplan

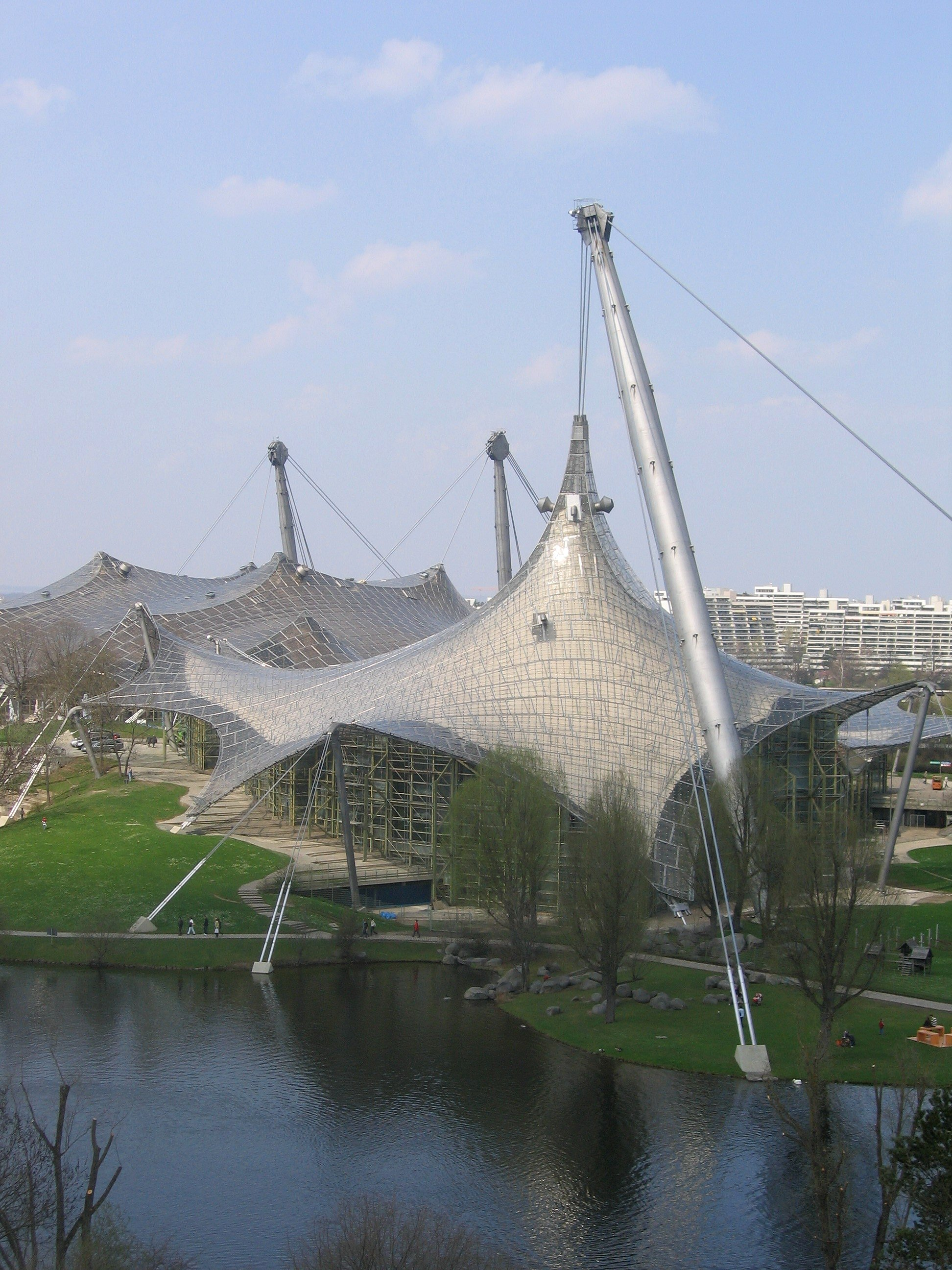
Olympia-Schwimmhalle – Austragungsort der Wettbewerbe im Schwimmen

| Wettbewerbe und Zeitplan Schwimmen | Wettbewerbe und Zeitplan Schwimmen | Wettbewerbe und Zeitplan Schwimmen |
| Tag                                | Morgenprogramm 10:00 Uhr bis 13:00 Uhr MESZ | Abendprogramm 17:30 Uhr bis 19:30 Uhr MESZ |
| ---------------------------------- | --- | --- |
| Montag 28. August 1972             | Vorläufe 200 m Schmetterling Männer Vorläufe 200 m Lagen Frauen Vorläufe 100 m Rücken Männer Vorläufe 100 m Freistil Frauen Vorläufe 4 × 100-m-Freistilstaffel Männer | Halbfinale 100 m Rücken Männer Halbfinale 100 m Freistil Frauen Finale 200 m Schmetterling Männer Finale 200 m Lagen Frauen Finale 4 × 100-m-Freistilstaffel Männer |
| Dienstag 29. August 1972           | Vorläufe 200 m Freistil Männer Vorläufe 200 m Brust Frauen Vorläufe 100 m Brust Männer                                                                                | Halbfinale 100 m Brust Männer Finale 100 m Freistil Frauen Finale 100 m Rücken Männer Finale 200 m Brust Frauen Finale 200 m Freistil Männer                        |
| Mittwoch 30. August 1972           | Vorläufe 4 × 100-m-Freistilstaffel Frauen Vorläufe 400 m Lagen Männer Vorläufe 100 m Schmetterling Männer Vorläufe 400 m Freistil Frauen                              | Halbfinale 100 m Schmetterling Männer Finale 4 × 100-m-Freistilstaffel Frauen Finale 400 m Lagen Männer Finale 100 m Brust Männer Finale 400 m Freistil Frauen      |
| Donnerstag 31. August 1972         | Vorläufe 4 × 200-m-Freistilstaffel Männer Vorläufe 100 m Schmetterling Frauen Vorläufe 400 m Lagen Frauen                                                             | Halbfinale 100 m Schmetterling Frauen Finale 100 m Schmetterling Männer Finale 400 m Lagen Frauen Finale 4 × 200-m-Freistilstaffel Männer                           |
| Freitag 1. September 1972          | Vorläufe 100 m Rücken Frauen Vorläufe 100 m Brust Frauen Vorläufe 400 m Freistil Männer Vorläufe 200 m Freistil Frauen                                                | Halbfinale 100 m Rücken Frauen Halbfinale 100 m Brust Frauen Finale 400 m Freistil Männer Finale 100 m Schmetterling Frauen Finale 200 m Freistil Frauen            |
| Samstag 2. September 1972          | Vorläufe 100 m Freistil Männer Vorläufe 200 m Rücken Männer Vorläufe 200 m Brust Männer Vorläufe 800 m Freistil Frauen                                                | Halbfinale 100 m Freistil Männer Finale 200 m Rücken Männer Finale 200 m Brust Männer Finale 100 m Rücken Frauen Finale 100 m Brust Frauen                          |
| Sonntag 3. September 1972          | Vorläufe 200 m Lagen Männer Vorläufe 4 × 100-m-Lagenstaffel Frauen Vorläufe 1500 m Freistil Männer                                                                    | Finale 200 m Lagen Männer Finale 800 m Freistil Frauen Finale 100 m Freistil Männer Finale 4 × 100-m-Lagenstaffel Frauen                                            |
| Montag 4. September 1972           | Vorläufe 200 m Schmetterling Frauen Vorläufe 200 m Rücken Frauen Vorläufe 4 × 100-m-Lagenstaffel Männer                                                               | Finale 200 m Schmetterling Frauen Finale 1500 m Freistil Männer Finale 200 m Rücken Frauen Finale 4 × 100-m-Lagenstaffel Männer                                     |

## Männer

### 100 m Freistil
| Platz | Athlet            | Land | Zeit (s) |
| ----- | ----------------- | ---- | -------- |
| 1     | Mark Spitz        | USA  | 51,22    |
| 2     | Jerry Heidenreich | USA  | 51,65    |
| 3     | Wladimir Bure     | URS  | 51,77    |
| 4     | John Murphy       | USA  | 52,08    |
| 5     | Michael Wenden    | AUS  | 52,41    |
| 6     | Igor Griwennikow  | URS  | 52,44    |
| 7     | Michel Rousseau   | FRA  | 52,90    |
| 8     | Klaus Steinbach   | FRG  | 52,92    |

Finale am 3. September

### 200 m Freistil
| Platz | Athlet          | Land | Zeit (min) |
| ----- | --------------- | ---- | ---------- |
| 1     | Mark Spitz      | USA  | 1:52,78    |
| 2     | Steven Genter   | USA  | 1:53,73    |
| 3     | Werner Lampe    | FRG  | 1:53,99    |
| 4     | Michael Wenden  | AUS  | 1:54,40    |
| 5     | Frederick Tyler | USA  | 1:54,96    |
| 6     | Klaus Steinbach | FRG  | 1:56,65    |
| 7     | Wladimir Bure   | URS  | 1:57,24    |
| 8     | Ralph Hutton    | CAN  | 1:57,56    |

Finale am 29. August

### 400 m Freistil
| Platz | Athlet          | Land | Zeit (min) |
| ----- | --------------- | ---- | ---------- |
| 1     | Brad Cooper     | AUS  | 4:00,27    |
| 2     | Steven Genter   | USA  | 4:01,94    |
| 3     | Tom McBreen     | USA  | 4:02,64    |
| 4     | Graham Windeatt | AUS  | 4:02,93    |
| 5     | Brian Brinkley  | GBR  | 4:06,69    |
| 6     | Bengt Gingsjö   | SWE  | 4:06,75    |
| 7     | Werner Lampe    | FRG  | 4:06,97    |
|       | Rick DeMont     | USA  | DQ         |

Finale am 1. September
Rick DeMont belegte zunächst in 4:00,26 min den ersten Platz. Er wurde aber nachträglich wegen Dopings disqualifiziert und seine Medaille aberkannt, nachdem man ihm die Einnahme eines Asthmamittels nachgewiesen hatte.

### 1500 m Freistil
| Platz | Athlet           | Land | Zeit (min) |
| ----- | ---------------- | ---- | ---------- |
| 1     | Mike Burton      | USA  | 15:52,58   |
| 2     | Graham Windeatt  | AUS  | 15:58,48   |
| 3     | Douglas Northway | USA  | 16:09,25   |
| 4     | Bengt Gingsjö    | SWE  | 16:16,01   |
| 5     | Graham White     | AUS  | 16:17,22   |
| 6     | Mark Treffors    | NZL  | 16:18,84   |
| 7     | Brad Cooper      | AUS  | 16:30,49   |
| 8     | Guillermo Garcia | MEX  | 16:36,03   |

Finale am 4. September

### 100 m Rücken
| Platz | Athlet           | Land | Zeit (s) |
| ----- | ---------------- | ---- | -------- |
| 1     | Roland Matthes   | GDR  | 56,58    |
| 2     | Michael Stamm    | USA  | 57,70    |
| 3     | John Murphy      | USA  | 58,35    |
| 4     | Mitchell Ivey    | USA  | 58,48    |
| 5     | Igor Griwennikow | URS  | 59,50    |
| 6     | Lutz Wanja       | GDR  | 59,80    |
| 7     | Jürgen Krüger    | GDR  | 59,93    |
| 8     | Tadashi Honda    | JPN  | 1:00,41  |

Finale am 29. August

### 200 m Rücken
| Platz | Athlet            | Land | Zeit (min) |
| ----- | ----------------- | ---- | ---------- |
| 1     | Roland Matthes    | GDR  | 2:02,82    |
| 2     | Michael Stamm     | USA  | 2:04,09    |
| 3     | Mitchell Ivey     | USA  | 2:04,33    |
| 4     | Brad Cooper       | AUS  | 2:06,59    |
| 5     | Tim McKee         | USA  | 2:07,29    |
| 6     | Lothar Noack      | GDR  | 2:08,67    |
| 7     | Zoltán Verrasztó  | HUN  | 2:10,09    |
| 8     | Jean–Paul Berjeau | FRA  | 2:11,77    |

Finale am 2. September

### 100 m Brust
| Platz | Athlet            | Land | Zeit (min) |
| ----- | ----------------- | ---- | ---------- |
| 1     | Nobutaka Taguchi  | JPN  | 1:04,94    |
| 2     | Tom Bruce         | USA  | 1:05,43    |
| 3     | John Hencken      | USA  | 1:05,61    |
| 4     | Mark Chatfield    | USA  | 1:06,01    |
| 5     | Walter Kusch      | FRG  | 1:06,23    |
| 6     | José Sylvio Fiolo | BRA  | 1:06,24    |
| 7     | Nikolai Pankin    | URS  | 1:06,36    |
| 8     | David Wilkie      | GBR  | 1:06,52    |

Finale am 30. August
Im ersten Halbfinallauf stellte Hencken mit 1:05,68 min einen neuen Weltrekord auf, der von Taguchi im zweiten Halbfinale auf 1:05,13 min verbessert wurde.
Ebenfalls im Halbfinale schwamm Kusch mit 1:05,78 min einen neuen Europarekord.

### 200 m Brust
| Platz | Athlet           | Land | Zeit (min) |
| ----- | ---------------- | ---- | ---------- |
| 1     | John Hencken     | USA  | 2:21,55    |
| 2     | David Wilkie     | GBR  | 2:23,67    |
| 3     | Nobutaka Taguchi | JPN  | 2:23,88    |
| 4     | Rick Colella     | USA  | 2:24,28    |
| 5     | Felipe Muñoz     | MEX  | 2:26,44    |
| 6     | Walter Kusch     | FRG  | 2:26,55    |
| 7     | Igor Tscherdakow | URS  | 2:27,15    |
| 8     | Klaus Katzur     | GDR  | 2:27,44    |

Finale am 2. September

### 100 m Schmetterling
| Platz | Athlet            | Land | Zeit (s) |
| ----- | ----------------- | ---- | -------- |
| 1     | Mark Spitz        | USA  | 54,27    |
| 2     | Bruce Robertson   | CAN  | 55,56    |
| 3     | Jerry Heidenreich | USA  | 55,74    |
| 4     | Roland Matthes    | GDR  | 55,87    |
| 5     | David Edgar       | USA  | 56,11    |
| 6     | Byron MacDonald   | CAN  | 57,27    |
| 7     | Hartmut Flöckner  | GDR  | 57,40    |
| 8     | Neil Rogers       | AUS  | 57,90    |

Finale am 31. August

### 200 m Schmetterling
| Platz | Athlet           | Land | Zeit (min) |
| ----- | ---------------- | ---- | ---------- |
| 1     | Mark Spitz       | USA  | 2:00,70    |
| 2     | Gary Hall        | USA  | 2:02,86    |
| 3     | Robin Backhaus   | USA  | 2:03,23    |
| 4     | Jorge Delgado    | ECU  | 2:04,60    |
| 5     | Hans Fassnacht   | FRG  | 2:04,69    |
| 6     | András Hargitay  | HUN  | 2:04,69    |
| 7     | Hartmut Flöckner | GDR  | 2:05,34    |
| 8     | Folkert Meeuw    | FRG  | 2:05,57    |

Finale am 28. August

### 200 m Lagen
| Platz | Athlet           | Land | Zeit (min) |
| ----- | ---------------- | ---- | ---------- |
| 1     | Gunnar Larsson   | SWE  | 2:07,17    |
| 2     | Tim McKee        | USA  | 2:08,37    |
| 3     | Steve Furniss    | USA  | 2:08,45    |
| 4     | Gary Hall senior | USA  | 2:08,49    |
| 5     | András Hargitay  | HUN  | 2:09,66    |
| 6     | Michail Sucharew | URS  | 2:11,78    |
| 7     | Juan Bello       | PER  | 2:11,87    |
| 8     | Hans Ljungberg   | SWE  | 2:13,56    |

Finale am 3. September

### 400 m Lagen
| Platz | Athlet           | Land | Zeit (min) |
| ----- | ---------------- | ---- | ---------- |
| 1     | Gunnar Larsson   | SWE  | 4:31,981   |
| 2     | Tim McKee        | USA  | 4:31,983   |
| 3     | András Hargitay  | HUN  | 4:32,70    |
| 4     | Steve Furniss    | USA  | 4:35,44    |
| 5     | Gary Hall senior | USA  | 4:37,38    |
| 6     | Bengt Gingsjö    | SWE  | 4:37,96    |
| 7     | Graham Windeatt  | AUS  | 4:40,39    |
| 8     | Wolfram Sperling | GDR  | 4:40,66    |

Finale am 30. August
Larsson und McKee erreichten beide eine Zeit von 4:31,98 min. Doch die Zeit wurde dann noch genauer ermittelt und es stellte sich heraus, dass Larsson zwei Tausendstelsekunden schneller war. Als man 1973 die Längen beider Bahnen genau vermaß, stellte man fest, dass McKees Bahn drei Millimeter länger war. Der Schwimm-Weltverband beschloss daher, nur noch Hundertstelsekunden zur Ermittlung der Ergebnisse heranzuziehen.
Schon im Vorlauf hatte Larsson mit 4:34,99 min einen neuen Europarekord aufgestellt.

### 4 × 100 m Freistil
| Platz | Land (Athleten) | Zeit (min)                      |
| ----- | --- | ------------------------------- |
| 1     | USA David Edgar John Murphy Jerry Heidenreich Mark Spitz Vorlauf: Dave Fairbank, Gary Conelly                                | 3:26,42 52,69 52,04 50,78 50,90 |
| 2     | URS Wladimir Bure Wiktor Mazanow Wiktor Aboimow Igor Griwennikow Vorlauf: Georgijs Kuļikovs                                  | 3:29,72 52,26 53,13 52,75 51,57 |
| 3     | GDR Roland Matthes Wilfried Hartung Peter Bruch Lutz Unger Vorlauf: Udo Poser                                                | 3:32,42 52,89 53,31 53,20 53,01 |
| 4     | BRA Ruy Aquino Oliveira Paulo Zanetti Paulo Becskehazy José Diniz-Aranha                                                     | 3:33,14 53,62 53,61 53,73 52,17 |
| 5     | CAN Bruce Robertson Brian Phillips Tim Bach Robert Kasting                                                                   | 3:33,20 53,52 52,56 54,41 52,70 |
| 6     | FRG Klaus Steinbach Werner Lampe Rainer Jacob Hans Fassnacht Vorlauf: Gerhard Schiller, Hans-Günther Vosseler, Kersten Meier | 3:33,90 53,45 52,81 53,81 53,82 |
| 7     | FRA Gilles Vigne Alain Mosconi Alain Hermitte Michel Rousseau                                                                | 3:34,13 54,47 54,57 53,41 51,66 |
| 8     | ESP Jorge Comas Antonio Culebras Enrique Melo José Pujol                                                                     | 3:38,21 54,32 55,02 54,77 54,09 |

Finale am 28. August
Schon im Vorlauf stellte die Staffel der USA (Fairbank, Conelly, Heidenreich und Edgar) mit 3:28,84 min einen neuen Weltrekord auf.
Wladimir Bure stellte als Startschwimmer der sowjetischen Freistilstaffel mit 52,26 s einen neuen Europarekord über 100 m Freistil auf.

### 4 × 200 m Freistil
| Platz | Land (Athleten)                                                                                                 | Zeit (min)                              |
| ----- | --- | --------------------------------------- |
| 1     | USA John Kinsella Frederick Tyler Steven Genter Mark Spitz Vorlauf: Gary Conelly, Tom McBreen, Mike Burton      | 7:35,78 1:54,49 1:54,32 1:52,72 1:54,24 |
| 2     | FRG Klaus Steinbach Werner Lampe Hans-Günther Vosseler Hans Fassnacht Vorlauf: Gerhard Schiller, Folkert Meeuw  | 7:41,69 1:54,62 1:53,49 1:57,45 1:56,11 |
| 3     | URS Igor Griwennikow Wiktor Mazanow Georgijs Kuļikovs Wladimir Bure Vorlauf: Wiktor Aboimow, Alexander Samsonow | 7:45,76 1:56,24 1:57,28 1:56,92 1:55,30 |
| 4     | SWE Bengt Gingsjö Hans Ljungberg Anders Bellbring Gunnar Larsson                                                | 7:47,37 1:56,88 1:59,18 1:57,45 1:53,84 |
| 5     | AUS Michael Wenden Graham Windeatt Robert Nay Brad Cooper Vorlauf: Bruce Featherston, Graham White              | 7:48,66 1:56,41 1:57,03 1:57,68 1:57,54 |
| 6     | GDR Wilfried Hartung Peter Bruch Udo Poser Lutz Unger Vorlauf: Roger Pyttel                                     | 7:49,11 1:56,76 1:58,88 1:56,84 1:56,61 |
| 7     | CAN Bruce Robertson Brian Phillips Ian MacKenzie Ralph Hutton Vorlauf: Dean Buckboro                            | 7:53,61 1:57,55 2:00,46 1:57,42 1:58,17 |
| 8     | GBR Brian Brinkley John Mills Michael Bailey Colin Cunningham                                                   | 7:55,59 1:56,75 1:58,91 1:59,61 2:00,30 |

Finale am 31. August

### 4 × 100 m Lagen
| Platz | Land (Athleten)                                                                                             | Zeit (min)                          |
| ----- | --- | ----------------------------------- |
| 1     | USA Michael Stamm Tom Bruce Mark Spitz Jerry Heidenreich Vorlauf: Ivey, Hencken, Hall senior, Fairbank      | 3:48,16 57,97 1:04,22 54,28 51,67   |
| 2     | GDR Roland Matthes Klaus Katzur Hartmut Flöckner Lutz Unger                                                 | 3:52,12 56,30 1:06,02 56,36 53,43   |
| 3     | CAN Erik Fish Bill Mahony Bruce Robertson Robert Kasting Vorlauf: William Kennedy                           | 3:52,26 59,61 1:05,89 54,48 52,28   |
| 4     | URS Igor Griwennikow Nikolai Pankin Wiktor Scharygin Wladimir Bure Vorlauf: Wiktor Stulikow, Wiktor Aboimow | 3:53,26 59,22 1:05,20 57,44 51,38   |
| 5     | BRA Romulo Arantes José Sylvio Fiolo Sergio Waismann José Diniz-Aranha                                      | 3:57,89 1:01,87 1:05,92 57,99 52,09 |
| 6     | JPN Tadashi Honda Nobutaka Taguchi Yasuhiro Komazaki Jiro Sasaki                                            | 3:58,23 59,83 1:04,33 58,10 55,96   |
| 7     | GBR Colin Cunningham David Wilkie John Mills Malcolm Windeatt                                               | 3:58,82 1:01,02 1:06,27 57,53 53,98 |
| 8     | HUN László Cseh Sándor Szábo István Szentirmay Attila Császári Vorlauf: András Hargitay                     | 3:59,07 1:00,54 1:06,99 58,02 53,50 |

Finale am 4. September
Roland Matthes stellte als Startschwimmer der DDR-Lagenstaffel mit 56,30 s einen neuen Weltrekord über 100 m Rücken auf.

## Frauen

### 100 m Freistil
| Platz | Athletin           | Land | Zeit (s) |
| ----- | ------------------ | ---- | -------- |
| 1     | Sandy Neilson      | USA  | 58,59    |
| 2     | Shirley Babashoff  | USA  | 59,02    |
| 3     | Shane Gould        | AUS  | 59,06    |
| 4     | Gabriele Wetzko    | GDR  | 59,21    |
| 5     | Heidemarie Reineck | FRG  | 59,73    |
| 6     | Andrea Eife        | GDR  | 59,91    |
| 7     | Magdolna Patóh     | HUN  | 1:00,02  |
| 8     | Enith Brigitha     | NED  | 1:00,09  |

Finale am 29. August

### 200 m Freistil
| Platz | Athletin          | Land | Zeit (min) |
| ----- | ----------------- | ---- | ---------- |
| 1     | Shane Gould       | AUS  | 2:03,56    |
| 2     | Shirley Babashoff | USA  | 2:04,33    |
| 3     | Keena Rothhammer  | USA  | 2:04,92    |
| 4     | Ann Marshall      | USA  | 2:05,45    |
| 5     | Andrea Eife       | GDR  | 2:06,27    |
| 6     | Hansje Bunschoten | NED  | 2:08,40    |
| 7     | Anke Rijnders     | NED  | 2:09,41    |
| 8     | Karin Tülling     | GDR  | 2:11,70    |

Finale am 1. September
Schon im Vorlauf stellte Eife mit 2:07,05 min einen neuen Europarekord auf.

### 400 m Freistil
| Platz | Athletin           | Land | Zeit (min) |
| ----- | ------------------ | ---- | ---------- |
| 1     | Shane Gould        | AUS  | 4:19,04    |
| 2     | Novella Calligaris | ITA  | 4:22,44    |
| 3     | Gudrun Wegner      | GDR  | 4:23,11    |
| 4     | Shirley Babashoff  | USA  | 4:23,59    |
| 5     | Jenny Wylie        | USA  | 4:24,07    |
| 6     | Keena Rothhammer   | USA  | 4:24,22    |
| 7     | Hansje Bunschoten  | NED  | 4:29,70    |
| 8     | Anke Rijnders      | NED  | 4:31,51    |

Finale am 30. August
Schon im Vorlauf stellte Calligaris mit 4:24,14 einen neuen Europarekord auf.

### 800 m Freistil
| Platz | Athletin           | Land | Zeit (min) |
| ----- | ------------------ | ---- | ---------- |
| 1     | Keena Rothhammer   | USA  | 8:53,68    |
| 2     | Shane Gould        | AUS  | 8:56,39    |
| 3     | Novella Calligaris | ITA  | 8:57,46    |
| 4     | Ann Simmons        | USA  | 8:57,62    |
| 5     | Gudrun Wegner      | GDR  | 8:58,89    |
| 6     | Jo Harshbarger     | USA  | 9:01,21    |
| 7     | Hansje Bunschoten  | NED  | 9:16,69    |
| 8     | Narelle Moras      | AUS  | 9:19,06    |

Finale am 3. September
Schon im Vorlauf stellte Calligaris mit 9:02,96 einen neuen Europarekord auf.

### 100 m Rücken
| Platz | Athletin         | Land | Zeit (min) |
| ----- | ---------------- | ---- | ---------- |
| 1     | Melissa Belote   | USA  | 1:05,78    |
| 2     | Andrea Gyarmati  | HUN  | 1:06,26    |
| 3     | Susie Atwood     | USA  | 1:06,34    |
| 4     | Karen Moe        | USA  | 1:06,69    |
| 5     | Wendy Cook       | CAN  | 1:06,70    |
| 6     | Enith Brigitha   | NED  | 1:06,82    |
| 7     | Christine Herbst | GDR  | 1:07,27    |
| 8     | Silke Pielen     | FRG  | 1:07,36    |

Finale am 2. September
Schon im Vorlauf stellte Gyarmati mit 1:06,39 einen neuen Europarekord auf.

### 200 m Rücken
| Platz | Athletin         | Land | Zeit (min) |
| ----- | ---------------- | ---- | ---------- |
| 1     | Melissa Belote   | USA  | 2:19,19    |
| 2     | Susie Atwood     | USA  | 2:20,38    |
| 3     | Donna Gurr       | CAN  | 2:23,22    |
| 4     | Annegret Kober   | FRG  | 2:23,35    |
| 5     | Christine Herbst | GDR  | 2:23,44    |
| 6     | Enith Brigitha   | NED  | 2:23,70    |
| 7     | Deborah Palmer   | AUS  | 2:24,65    |
| 8     | Leslie Cliff     | CAN  | 2:25,80    |

Finale am 4. September
In den Vorläufen stellte Belote mit 2:20,58 bereits einen neuen Weltrekord auf und Brigitha schwamm mit 2:23,70 einen neuen Europarekord.

### 100 m Brust
| Platz | Athletin               | Land | Zeit (min) |
| ----- | ---------------------- | ---- | ---------- |
| 1     | Catherine Carr         | USA  | 1:13,58    |
| 2     | Galina Stepanowa       | URS  | 1:14,99    |
| 3     | Beverley Whitfield     | AUS  | 1:15,73    |
| 4     | Agnes Kissné Kaczander | HUN  | 1:16,26    |
| 5     | Judy Melick            | USA  | 1:16,34    |
| 6     | Verena Eberle          | FRG  | 1:17,16    |
| 7     | Britt-Marie Smedh      | SWE  | 1:17,19    |
| 8     | Dorothy Harrison       | GBR  | 1:17,49    |

Finale am 2. September

### 200 m Brust
| Platz | Athletin               | Land | Zeit (min) |
| ----- | ---------------------- | ---- | ---------- |
| 1     | Beverley Whitfield     | AUS  | 2:41,71    |
| 2     | Dana Schoenfield       | USA  | 2:42,05    |
| 3     | Galina Stepanowa       | URS  | 2:42,36    |
| 4     | Claudia Clevenger      | USA  | 2:42,88    |
| 5     | Petra Nows             | FRG  | 2:43,38    |
| 6     | Agnes Kissné Kaczander | HUN  | 2:43,41    |
| 7     | Ludmila Porubaiko      | URS  | 2:44,48    |
| 8     | Éva Kiss               | HUN  | 2:45,12    |

Finale am 29. August

### 100 m Schmetterling
| Platz | Athletin        | Land | Zeit (min) |
| ----- | --------------- | ---- | ---------- |
| 1     | Mayumi Aoki     | JPN  | 1:03,34    |
| 2     | Roswitha Beier  | GDR  | 1:03,61    |
| 3     | Andrea Gyarmati | HUN  | 1:03,73    |
| 4     | Deena Deardurff | USA  | 1:03,95    |
| 5     | Dana Shrader    | USA  | 1:03,98    |
| 6     | Ellie Daniel    | USA  | 1:04,08    |
| 7     | Gudrun Beckmann | FRG  | 1:04,15    |
| 8     | Noriko Asano    | JPN  | 1:04,25    |

Finale am 1. September
Im Vorlauf stellte Gyarmati mit 1:04,01 einen neuen Europarekord auf und im Halbfinale schwamm sie mit 1:03,80 sogar einen neuen Weltrekord.

### 200 m Schmetterling
| Platz | Athletin         | Land | Zeit (min) |
| ----- | ---------------- | ---- | ---------- |
| 1     | Karen Moe        | USA  | 2:15,57    |
| 2     | Lynn Colella     | USA  | 2:16,34    |
| 3     | Ellie Daniel     | USA  | 2:16,74    |
| 4     | Rosemarie Kother | GDR  | 2:17,11    |
| 5     | Noriko Asano     | JPN  | 2:19,50    |
| 6     | Helga Lindner    | GDR  | 2:20,47    |
| 7     | Gail Neall       | AUS  | 2:21,88    |
| 8     | Mayumi Aoki      | JPN  | 2:22,84    |

Finale am 4. September
Schon im Vorlauf stellte Kother mit 2:18,32 einen neuen Europarekord auf.

### 200 m Lagen
| Platz | Athletin          | Land | Zeit (min) |
| ----- | ----------------- | ---- | ---------- |
| 1     | Shane Gould       | AUS  | 2:23,07    |
| 2     | Kornelia Ender    | GDR  | 2:23,59    |
| 3     | Lynn Vidali       | USA  | 2:24,06    |
| 4     | Jenny Bartz       | USA  | 2:24,55    |
| 5     | Leslie Cliff      | CAN  | 2:24,83    |
| 6     | Evelyn Stolze     | GDR  | 2:25,90    |
| 7     | Yoshimi Nishigawa | JPN  | 2:26,35    |
| 8     | Carolyn Wood      | USA  | 2:27,42    |

Finale am 28. August
In den Vorläufen stellte erst Stolze mit 2:25,45 und dann Ender mit 2:25,39 einen neuen Europarekord auf.

### 400 m Lagen
| Platz | Athletin           | Land | Zeit (min) |
| ----- | ------------------ | ---- | ---------- |
| 1     | Gail Neall         | AUS  | 5:02,97    |
| 2     | Leslie Cliff       | CAN  | 5:03,57    |
| 3     | Novella Calligaris | ITA  | 5:03,99    |
| 4     | Jenny Bartz        | USA  | 5:05,56    |
| 5     | Evelyn Stolze      | GDR  | 5:06,80    |
| 6     | Mary Montgomery    | USA  | 5:09,98    |
| 7     | Lynn Vidali        | USA  | 5:13,06    |
| 8     | Nina Petrowa       | URS  | 5:15,68    |

Finale am 31. August
Im Vorlauf stellte Stolze mit 5:06,96 einen neuen Europarekord auf.

### 4 × 100 m Freistil
| Platz | Land (Athletinnen)                                                                                            | Zeit (min)                              |
| ----- | --- | --------------------------------------- |
| 1     | USA Sandy Neilson Jenny Kemp Jane Barkman Shirley Babashoff Vorlauf: Kim Peyton, Lynn Skrifvars, Ann Marshall | 3:55,19 58,98 58,99 59,03 58,18         |
| 2     | GDR Gabriele Wetzko Andrea Eife Elke Sehmisch Kornelia Ender Vorlauf: Sylvia Eichner                          | 3:55,55 59,23 58,96 59,08 58,27         |
| 3     | FRG Jutta Weber Heidemarie Reineck Gudrun Beckmann Angela Steinbach                                           | 3:57,93 59,84 59,02 59,99 59,07         |
| 4     | HUN Andrea Gyarmati Judit Korachné Turóczy Edit Kovács Magdolna Patóh                                         | 4:00,39 59,32 1:00,88 1:01,12 59,06     |
| 5     | NED Enith Brigitha Anke Rijnders Hansje Bunschoten Josin Elzerman                                             | 4:01,49 59,46 1:00,85 59,93 1:01,24     |
| 6     | SWE Anita Zarnowiecki Eva Andersson Diana Olsson Irwi Johansson                                               | 4:02,69 1:01,16 1:00,25 1:00,30 1:00,97 |
| 7     | CAN Wendy Cook Judy Wright Mary Beth Rondeau Leslie Cliff                                                     | 4:03,83 1:00,98 1:01,06 1:01,37 1:00,41 |
| 8     | AUS Deborah Palmer Leanne Francis Sharon Booth Shane Gould Vorlauf: Debra Cain                                | 4:04,82 1:02,02 1:01,09 1:00,70 1:01,00 |

Finale am 30. August
Im Vorlauf stellte die Staffel der DDR (Eife, Eichner, Sehmisch und Ender) mit 3:58,11 min den Weltrekord ein.

### 4 × 100 m Lagen
| Platz | Land (Athletinnen) | Zeit (min)                              |
| ----- | --- | --------------------------------------- |
| 1     | USA Melissa Belote Catherine Carr Deena Deardurff Sandy Neilson Vorlauf: Atwood, Melick, Shrader, Babashoff            | 4:20,75 1:06,24 1:13,99 1:02,61 57,90   |
| 2     | GDR Christine Herbst Renate Vogel Roswitha Beier Kornelia Ender Vorlauf: Gabriele Wetzko                               | 4:24,91 1:06,89 1:16,58 1:03,34 58,09   |
| 3     | FRG Silke Pielen Verena Eberle Gudrun Beckmann Heidemarie Reineck Vorlauf: Annegret Kober, Edeltraud Koch, Jutta Weber | 4:26,46 1:08,27 1:15,47 1:03,64 59,05   |
| 4     | URS Tinatin Lekweischwili Galina Stepanowa Irina Ustimenko Tatjana Solotnizkaja                                        | 4:27,81 1:07,09 1:14,46 1:06,19 1:00,05 |
| 5     | NED Enith Brigitha Alie te Riet Anke Rijnders Hansje Bunschoten Vorlauf: Frieke Buys                                   | 4:29,99 1:06,35 1:18,17 1:05,77 59,68   |
| 6     | JPN Suzuko Matsumura Yoko Yamamoto Mayumi Aoki Yoshimi Nishigawa                                                       | 4:30,18 1:08,60 1:18,72 1:02,47 1:00,39 |
| 7     | CAN Wendy Cook Sylvia Dockerill Marilyn Corson Leslie Cliff                                                            | 4:31,56 1:07,06 1:18,41 1:05,02 1:01,07 |
| 8     | SWE Diana Olsson Britt-Marie Smedh Eva Wikner Anita Zarnowiecki                                                        | 4:32,61 1:09,50 1:16,89 1:06,35 59,85   |

Finale am 3. September
Schon im Vorlauf stellte die Staffel der DDR (Herbst, Vogel, Beier und Wetzko) mit 4:27,58 min einen neuen Europarekord auf.